# ファルシオン (ゲーム)
『ファルシオン』(Falsion)は、1987年10月21日にコナミによって開発、発売された ファミリーコンピュータ ディスクシステム用のシューティングゲームである。

## 概要
ファミコン3Dシステムに対応した数少ないソフトウェアのひとつでもある。ディスクシステムのディスクカード並びに書き換えソフトとしてのみリリースされているため、比較的マイナーな作品にあたる。タイトルは同社『グラディウス』（1985年）同様、本来の物とは綴りの違う刀剣を意味するタイトルが付けられているが直接的な関係は無い。『グラディウス外伝』（1997年）にも「ファルシオンβ」の名を持つ機体があるが、こちらは本来の綴りと同じく「falchionβ」となっており、自機デザインを行った磯部敬一は全くの偶然で制作が終わってから存在を知ったと言及している。

## ゲーム内容
画面奥に向かって進行するオーソドックスな擬似3Dシューティングゲームである。3Dシステムを前提に作られていることもあり、通常モードでは敵との位置関係の把握が難しい箇所も存在する。ステージごとに背景や敵は変化するものの同じ背景が続いたり、兵装が単純なこともありゲームとしては比較的地味になっている。
兵装はBボタンで通常のショット、Aボタンでホーミングミサイルを画面内に2発まで同時に発射できる。ホーミングミサイルはゲーム開始時には所持しておらず、ゲーム中アイテム（赤のP）の回収によって5個ずつ獲得する事が出来、最大99個まで保持できる。
他にアイテムはスピードアップ（青のP)と、特定の場所に隠れている1UP（赤と青の点滅P）がある。
MSX2版のフィードバックの隠しドキュメントでいくつかの要素について、この作品を参考に作成した旨が書かれている。

## ストーリー
太陽系にある惑星の殆どを植民地としていた人類だったが、
突如現れた「ギガントス」と呼ばれるエイリアンの母船により冥王星のコロニーが侵略された。
植民地の更なる拡大を計画しテスト開発された高速移動技術「ハイパーゾーンドライブ」。
その未完のシステムが搭載された船「ファルシオン」に人類の未来が託されたのであった。

## 音楽

### BGM
BGMはファミリーコンピュータ内蔵のpAPU並びに、ディスクシステムの持つ拡張音源を用いて演奏され、その楽曲は高く評価された。
曲名は使用されたシーンほぼそのままの名前が付けられている。
| 使用箇所       | 曲名                     |
| -------------- | ------------------------ |
| 1面            | THE FIRST SPACE FIGHT    |
| 2面            | THE EVENING VOYAGE       |
| 3面            | NARROW ROAD              |
| 4面            | CAREFUL WITH THE WALLS!! |
| 5面            | FLYING HIGH              |
| 6面            | THE FINAL SPACE FIGHT    |
| 通常ボス戦     | BOSS                     |
| 最終ボス戦     | LAST BOSS                |
| エンディング   | FAREWELL TO JOURNEY      |
| ゲームオーバー | GAME OVER                |

### サウンドトラック
- 『コナミファミコンミュージックメモリアルベストvol.2』 (KICA-1007)(ASIN: B000UUWWT2)
『ツインビー3 ポコポコ大魔王』（1989年）、『エキサイティングサッカー コナミカップ』（1988年）の曲とともに収録された。
- 『KOMAMI SHOOTING COLLECTION（コナミシューティングコレクション）コナミスタイル限定版』 (LC2039-2048)(ASIN: B00K2VEUFI)
DISC9に『ジャイラス』（1983年）、『クライシスフォース』（1991年）、『とべ!ポリスターズ』（1997年）と共に収録された。

また、EGG MUSICでも、2014年4月30日にサウンドトラックの配信が開始された。音源は新録音となっており、オトメディウスG のダウンロードBGMで使われたアレンジ版も収録された。

## スタッフ
- プログラム：H.HORI、H.YANAGISAWA
- キャラクター・デザイン：吉本陽一、丸尾純子、C.OZAWA
- サウンド：坂元信也、たけのうちしげひろ、藤尾敦
- ビジュアル・デザイン：霜出健治、さとうなおき、木下まり

## 評価
- ゲーム誌『ファミコン通信』のクロスレビューでは合計24点（満40点）となっている[5]。

- ゲーム誌『ファミリーコンピュータMagazine』の読者投票による「ゲーム通信簿」での評価は以下の通りとなっており、16.55点（満25点）となっている[6]。また、同雑誌1991年5月24日号特別付録の「ファミコンディスクカード オールカタログ」では、「音楽がかなり良いソフトである」と紹介されている[6]。

| 項目 | キャラクタ | 音楽 | 操作性 | 熱中度 | お買得度 | オリジナリティ | 総合  |
| 得点 | 3.39       | 3.34 | 3.27   | 3.34   | -        | 3.21           | 16.55 |

- ゲーム誌『ユーゲー』では、「背景描写はかなり簡略化されているが、その分スプライトの動きはなめらかで、処理落ちひとつしない」、「敵のパターンは少ないが、動きのバリエーションで意外性や驚きを維持している」、「難易度は決して低くないが、ホーミングミサイルの使い方次第で楽になる箇所は多い」、「本作の評価点は、見た目よりも遊んだときの感覚、スピード感を重視しているところだ」と評している[7]。